# 梶原秀剛
梶原秀剛（かじわら しゅうごう、本名同じ、1966年4月15日 - ）は日本のシンガーソングライター。兵庫県神戸市須磨区生まれ、京都外国語大学卒。日本のバンド「135」の梶原茂人は実兄。1992年デビュー。他アーティストへ楽曲提供も行っている。
現在「Voz Music」を主宰。

## 作品

### シングル
1. さよならの天使（1992年6月19日）
2. クリスタルブルーの瞳（1992年11月6日）
3. 不思議な引力（1993年4月21日）
4. 月華（1994年9月21日）
5. 罠（1995年5月19日）
6. ヒロイン（1995年10月4日）

### アルバム
1. 神様のいたずら（1992年8月21日）
2. BE（1993年5月21日）
3. Revolutional Life（2000年10月29日）

### 楽曲提供
- 中森明菜「月華」（1994年10月5日）
- Paradise Lost「体温」（1998年11月11日）
- 久川綾「君の助手席」（1999年3月17日）
- 藤あや子「二度目の桜」（1999年4月1日）
- DOGGY BAG「飛翔」（2000年2月2日）
- 広末涼子「Crescent River～三日月の舟に揺られて」（2000年11月8日）